# Galten

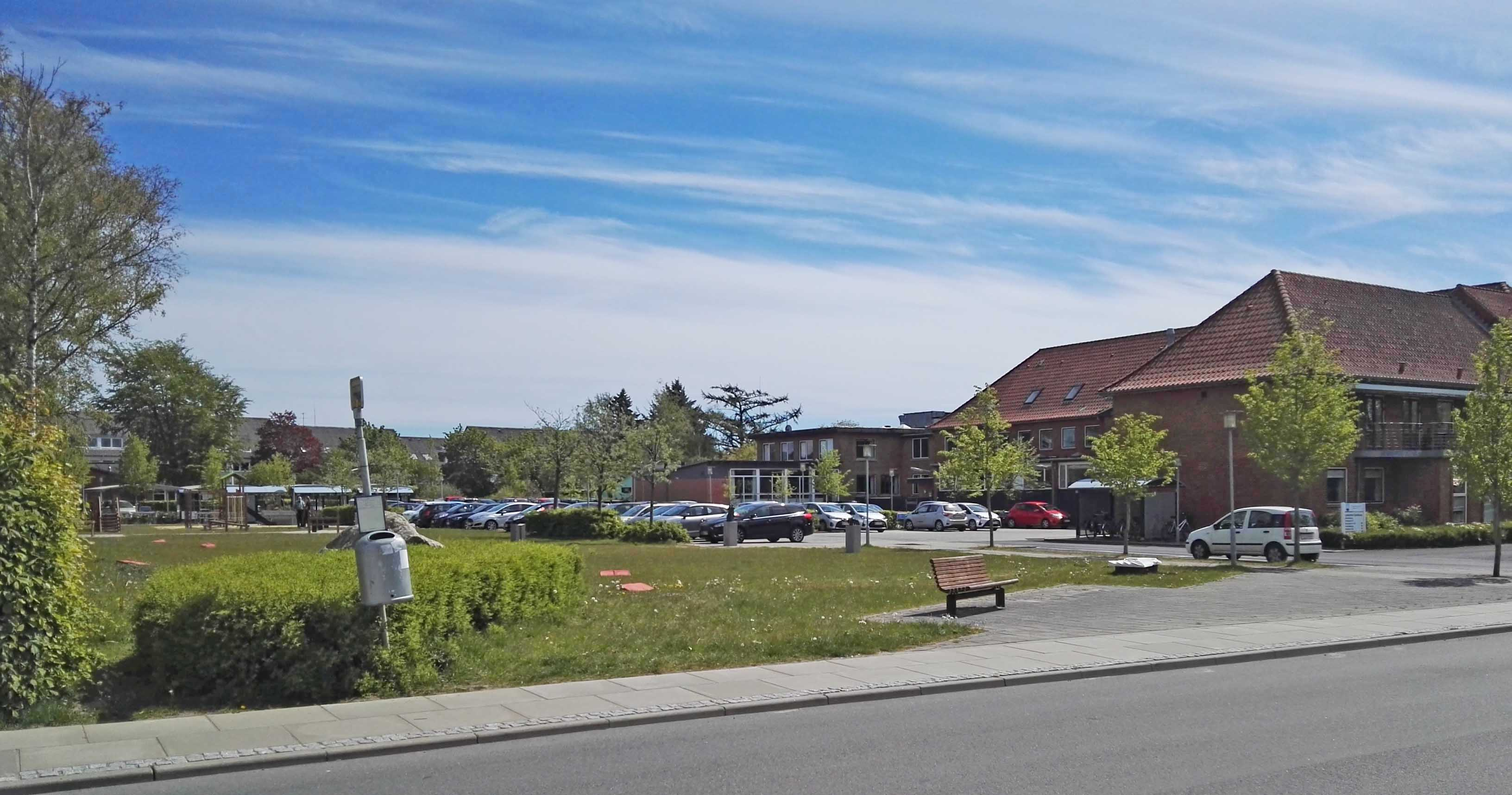
Galten Município da Dinamarca

Galten é um município da Dinamarca, localizado na região central, no condado de Arhus.
O município tem uma área de 73 km² e uma população de 10 976 habitantes, segundo o censo de 2004.